# KDE システム設定
KDE システム設定（英語: System Settings）は、KDE Software Compilation 4 (KDE SC 4) の Plasmaワークスペースにおいてシステム環境の設定に用いられるアプリケーション。K Desktop Environment 3 (KDE 3) におけるKControlから置き換えられた。
KDE システム設定は、KDE 3.5が利用可能なLinuxディストリビューションであるKubuntuにおいて、KDE デスクトップ環境に標準搭載されていたKControlに代わり、システム環境設定の使い勝手を向上させるツールとして開発された。
表示される項目は、KDE SC 4のインストールされた環境またはバージョンによって多少異なる点もあるが、各項目は分類分けされており、更にいくつかのサブ項目に分けられている。各項目のアイコン上にマウスカーソルを置くことにより、項目の説明が表示される。また、画面右上に表示されているテキストボックスに任意の文字を入力することにより、表示項目を絞り込むことも可能となっている。